# ملعب كوتو بيريرا
ملعب كوتو بيريرا الاسم الكامل ملعب ماور انتونيو دي كوتو بيريرا (بالبرتغالية: Estádio Major Antônio Couto Pereira‏)، ملعب كرة قدم في البرازيل ، وهو الملعب الرسمي لنادي كوريتيبا الذي يلعب في دوري الدرجة الأولى ، تم افتتاح الملعب سنة 1932 واعيد تجديد بنائة عاميّ 2005 و 2014 يتسع الملعب لنحو 40 ألف متفرج.